# 80e méridien ouest
En géographie, le 80e méridien ouest est le méridien joignant les points de la surface de la Terre dont la longitude est égale à 80° ouest.

## Géographie

### Dimensions
Comme tous les autres méridiens, la longueur du 80e méridien correspond à une demi-circonférence terrestre, soit 20 003,932 km. Au niveau de l'équateur, il est distant du méridien de Greenwich de 8 906 km,.
Avec le 100e méridien est, il forme un grand cercle passant par les pôles géographiques terrestres.

### Régions traversées
En commençant par le pôle Nord et descendant vers le sud au pôle Sud, Le 80e méridien ouest passe par:
| Coordonnées          | Pays, territoire ou mer | Notes |
| -------------------- | ----------------------- | --- |
| 90° 00′ N, 80° 00′ O | Océan Arctique          | |
| 82° 56′ N, 80° 00′ O | Canada                  | Nunavut — Île Ellesmere |
| 76° 14′ N, 80° 00′ O | Détroit de Jones        | Passe juste à l'ouest de Île Coburg, Nunavut, Canada (à 75° 52′ N, 79° 45′ O) |
| 75° 33′ N, 80° 00′ O | Canada                  | Nunavut — Île Devon et Île Philpots (en) |
| 74° 50′ N, 80° 00′ O | Baie de Baffin          | |
| 73° 44′ N, 80° 00′ O | Canada                  | Nunavut — Île Bylot |
| 72° 53′ N, 80° 00′ O | Tasiujaq]               | |
| 72° 31′ N, 80° 00′ O | Canada                  | Nunavut — Île Imiliit (en) et Île de Baffin |
| 69° 57′ N, 80° 00′ O | Baie Tasiujaq           | |
| 72° 31′ N, 80° 00′ O | Canada                  | Nunavut — Île Kapuiviit (en) |
| 69° 30′ N, 80° 00′ O | Bassin de Foxe          | |
| 65° 30′ N, 80° 00′ O | Canal de Foxe           | Passe juste à l'est de Île Southampton, Nunavut, Canada (à 63° 46′ N, 80° 09′ O) |
| 63° 04′ N, 80° 00′ O | Baie de Hudson          | |
| 62° 19′ N, 80° 00′ O | Canada                  | Nunavut — Île Mansel |
| 61° 43′ N, 80° 00′ O | Baie de Hudson          | |
| 59° 53′ N, 80° 00′ O | Canada                  | Nunavut — Île Gilmour |
| 59° 48′ N, 80° 00′ O | Baie de Hudson          | Passe juste à l'ouest de l'île Qutjutuurusiit) (en), Nunavut, Canada |
| 56° 19′ N, 80° 00′ O | Canada                  | Nunavut — Île Kugong (en) et Île Flaherty |
| 55° 54′ N, 80° 00′ O | Baie de Hudson          | |
| 54° 41′ N, 80° 00′ O | Baie James              | |
| 53° 23′ N, 80° 00′ O | Canada                  | Nunavut — Île North Twin |
| 53° 14′ N, 80° 00′ O | Baie James              | Passe juste à l'ouest de l'Île South Twin (en), Nunavut, Canada (à 53° 07′ N, 79° 56′ O) |
| 51° 14′ N, 80° 00′ O | Canada                  | Ontario |
| 42° 48′ N, 80° 00′ O | Lac Erie                | |
| 42° 10′ N, 80° 00′ O | États-Unis              | Pennsylvanie — passe par Pittsburgh (à 40° 26′ N, 80° 00′ O) Virginie Occidentale — à partir de 39° 43′ N, 80° 00′ O Virginia — à partir de 38° 00′ N, 80° 00′ O Caroline du Nord — à partir de 36° 32′ N, 80° 00′ O Caroline du Sud — à partir de 34° 48′ N, 80° 00′ O, passe par Charleston (à 32° 52′ N, 80° 00′ O) |
| 32° 37′ N, 80° 00′ O | Océan Atlantique        | Passe juste à l'est de Palm Beach (Floride), États-Unis (à 26° 42′ N, 80° 01′ O) Passe par l'atoll de Cay Sal Bank , Bahamas (à 24° 04′ N, 80° 00′ O) |
| 23° 03′ N, 80° 00′ O | Cuba                    | |
| 21° 44′ N, 80° 00′ O | Mer des Caraïbes        | |
| 19° 43′ N, 80° 00′ O | Îles Caïmans            | Île de Little Cayman |
| 19° 42′ N, 80° 00′ O | Mer des Caraïbes        | |
| 9° 20′ N, 80° 00′ O  | Panama                  | |
| 8° 26′ N, 80° 00′ O  | Golfe de Panama         | |
| 7° 31′ N, 80° 00′ O  | Panama                  | Passe par la pointe de la Péninsule d'Azuero |
| 7° 28′ N, 80° 00′ O  | Océan Pacifique         | |
| 0° 49′ N, 80° 00′ O  | Équateur                | Le continent, Île Puná, et le continent à nouveau |
| 4° 22′ S, 80° 00′ O  | Pérou                   | Piura Lambayeque — à partir de 5° 41′ S, 80° 00′ O |
| 6° 44′ S, 80° 00′ O  | Océan Pacifique         | Passe très près entre les Îles Desventuradas, Chili (à 26° 19′ S, 80° 00′ O) Passe à quelques distances entre les Îles Juan Fernández, Chili (à 33° 40′ S, 80° 00′ O) |
| 60° 00′ S, 80° 00′ O | Océan Austral           | |
| 73° 02′ S, 80° 00′ O | Antarctique             | Définit la limite de Territoire antarctique britannique, Liste des territoires par le Royaume-Uni Passe par la Province de l'Antarctique chilien, Liste des territoires par le Chili |